# 蘇克雷市 (玻利瓦爾州)

蘇克雷市（西班牙語：Municipio Sucre），是委內瑞拉玻利瓦爾州的一個市，首府設於馬里帕，面積46,166平方公里，2007年人口27,218，人口密度為每平方公里0.59人。